# Europs (Sohn des Phoroneus)
Europs (altgriechisch Εὔροψ Eúrops) ist in der Griechischen Mythologie der Sohn des Phoroneus. 
Entweder trat er die Thronfolge seines Vaters nicht an, weil er vor diesem starb, oder weil er ein uneheliches Kind war. Außerdem soll Argos, dem Enkel des Phoroneus, als Sohn des Zeus das Vorrecht auf den Thron von Argos zugestanden haben.